# Oleh Mejdanovics Babajev
Oleh Mejdanovics Babajev (ukránul: Олег Мейданович Бабаєв; Kurszk, 1965. október 21. – Kremencsuk, 2014. július 26.) azeri származású ukrán üzletember és politikus. 2007–2010 között Ukrán Legfelsőbb Tanács képviselője volt. 2010 novemberétől Kremencsuk polgármestere.
1986-ban végzett a Minszki Katonai Politikai Főiskolán. Ezt követően katonatisztként szolgált 1996-ig, előbb a Szovjet Hadseregben, majd az Ukrán Fegyveres erőknél. 1996-tól az üzleti életben tevékenykedik. 1996-tól a kijevi Ptah Ltd. pénzügyi igazgatója, majd  1998-tól a kremencsuki Kremencsukmjaszo húsipari vállalat igazgatója volt. Közben pénzügyi tanulmányokat folytatott a Tarasz Sevcsenko Kijevi Nemzeti Egyetemen, melyet 2000-ben végzett el. 2005 áprilisától a poltavai Vorszkla labdarúgócsapat elnöke.
Korábban a Batykivscsina (Haza) párt tagja volt. A 2007. novemberi időközi parlamenti választásokon Batykivscsina színeiben, a Julija Timosenko Blokk (BJUT) pártlistájának 109. helyéről szerzett parlamenti mandátumot. 2010 novemberéig volt képviselő, addig az Ukrán Legfelsőbb Tanácsban a környezetvédelmi bizottság tagjaként tevékenykedett. 2010 novemberében Kremencsuk polgármesterévé választották. Ekkor kilépett a Batykivcsina pártból azzal az indokkal, hogy szerinte egy polgármesternek pártpolitikától függetlennek kell lennie.
Babajev elvált, két lánya van.
2014. július 26-án lakóhelye közelében, a Szumszka utcában lőfegyverből leadott három lövéssel meggyilkolták.